# 群馬県道55号中之条草津線

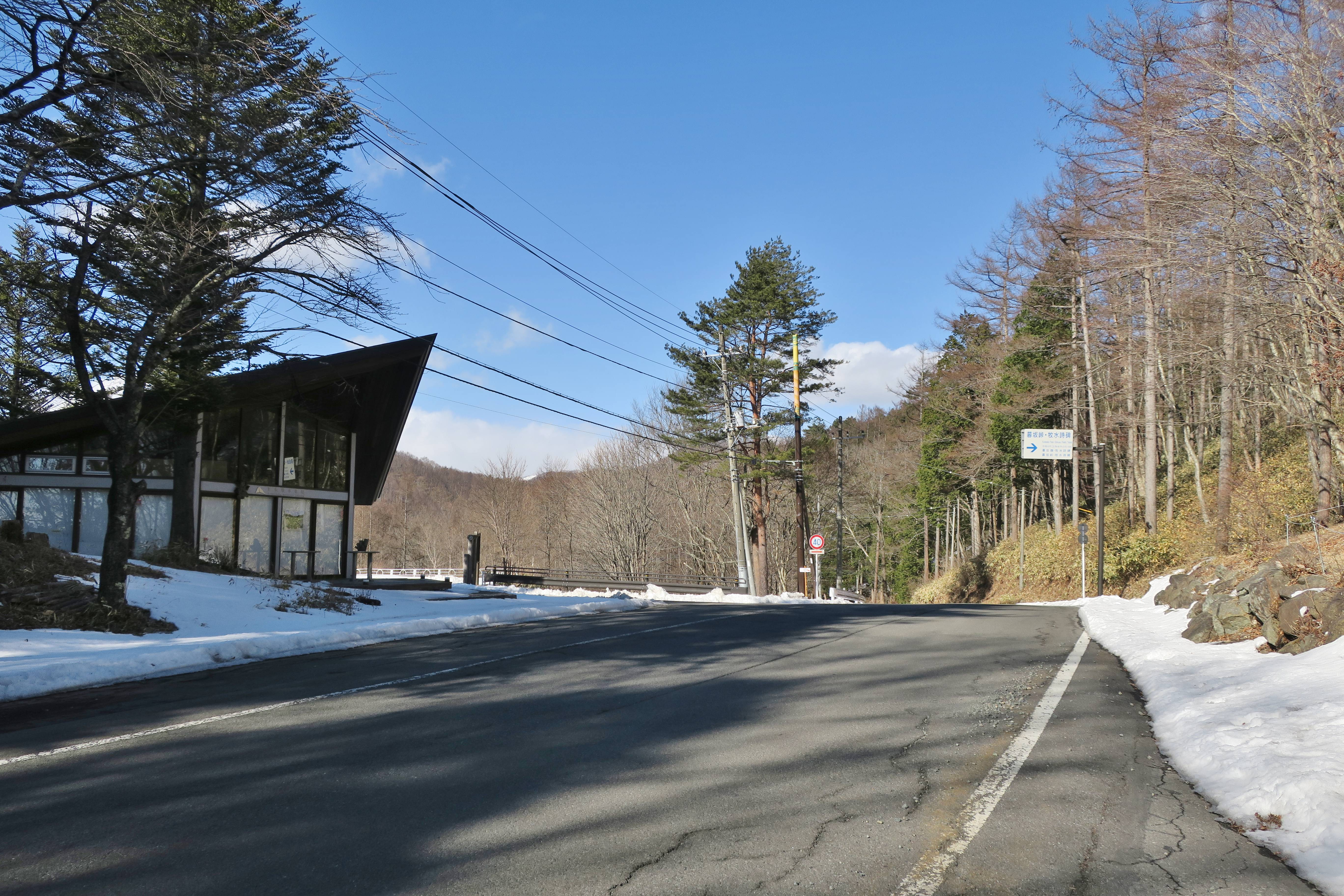
暮坂峠

群馬県道55号中之条草津線（ぐんまけんどう55ごう なかのじょうくさつせん）は、群馬県吾妻郡中之条町から吾妻郡草津町に至る県道（主要地方道）である。

## 概要
群馬県吾妻郡中之条町大字伊勢町の国道353号上の国道145号交点から路線が始まり、吾妻郡中之条町大字折田で国道353号から分岐して、吾妻郡草津町大字草津までを結ぶ。
途中、国道292号や国道405号と重複する。また、吾妻郡中之条町に暮坂峠がある。

### 路線データ
- 起点：群馬県吾妻郡中之条町大字伊勢町字伊参836番の3地先（国道145号・国道353号交点：伊勢町上交差点）[1]
- 終点：群馬県吾妻郡草津町大字草津字堂裏462番の20（国道292号上：草津交差点）[1]
- 延長：38.700 km[1]

## 歴史
- 1959年（昭和34年）9月18日：群馬県より現・道路法に基づき、前身にあたる県道草津中之条線（吾妻郡草津町大字草津 - 同郡六合村 - 同郡中之条町大字下沢渡、整理番号45）として路線認定される[2]。
  - 同時に、前々身路線にあたる旧・県道中之条草津線（吾妻郡中之条町 - 同郡草津町、整理番号25）が路線廃止される[3]。
- 1972年（昭和47年）3月31日：群馬県より、県道中之条草津線（吾妻郡中之条町 - 草津町、整理番号42）として路線認定される[4]。
  - 同日、前身にあたる草津中之条線（吾妻郡草津町大字草津 - 六合村 - 中之条町大字下沢渡、整理番号41）を廃止[5]。
- 1993年（平成5年）5月11日：建設省から、県道中之条草津線が中之条草津線として主要地方道に指定される[6]。

## 路線状況

### 重複区間
- 国道353号（起点・吾妻郡中之条町大字伊勢町〈伊勢町上交差点〉 - 同町大字折田）
- 国道292号（吾妻郡中之条町大字小雨 - 同郡中之条町大字入山 - 終点・同郡草津町大字草津〈草津交差点〉）
- 国道405号（吾妻郡中之条町入山 地内）

## 地理

### 通過する自治体
- 吾妻郡中之条町
- 吾妻郡草津町

### 交差する道路
- 国道353号・国道145号（起点）
- 群馬県道53号中之条湯河原線（吾妻郡中之条町中之条町）
- 群馬県道58号中之条東吾妻線（吾妻郡中之条町中之条町・上之町交差点）
- 国道353号（吾妻郡中之条町大字折田）【北緯36度36分28.0秒 東経138度47分41.8秒 / 北緯36.607778度 東経138.794944度】
- 群馬県道234号下沢渡原町線（吾妻郡中之条町下沢渡）
- 国道292号（吾妻郡中之条町小雨）
- 国道292号・国道405号（吾妻郡中之条町入山（荷付場） - 同町入山（引沼）（重複区間）
- 国道405号（吾妻郡中之条町入山）
- 国道292号（終点）